# 2012年飓风保罗
颶風保羅（英語：Hurricane Paul）是一場強勁的熱帶氣旋，於2012年10月威脅下加利福尼亞半島。保羅是本颶風季十六個熱帶氣旋、第十個颶風和第五個大型颶風，於10月13日起源於墨西哥海岸線以西的一道低壓槽。系統轉向北移時迅速組織起來，並於10月15日上午達到颶風標準。到當天下午，保羅已經達到最大持续风速每小時195公里的最高強度，在萨菲尔-辛普森飓风风力等级中屬三級颶風，但此後由於與陸地相互作用和受強烈的風切變影響而開始迅速減弱。10月17日晚上，保羅退化成殘留低氣壓。保羅的殘留後來沿着下加利福尼亞半島中部登陸，並於10月18日消散。
在風暴抵達南下加利福尼亞州前，沿海地區接獲颶風觀察預警和警告。該區數百所房屋受損，基礎設施嚴重受損。颶風保羅還導致該區出現停電。共有400所房屋被毀，另有300所房屋被洪水淹沒。損失總計$1,560萬（2012年美元）。

## 氣象歷史
9月28日，非洲西岸出現东风波。該東風波波軸的北部導致熱帶風暴奧斯卡於10月3日形成，而波軸的南部則繼續橫越大西洋中部。翌日，當東風波靠近小安的列斯群岛時，它失去大部分的雷暴活動，並且在橫越加勒比海和中美洲的餘下過程中其組織仍然很差。10月10日，東風波出現在東太平洋洋盆，此時國家颶風中心（NHC）開始監測該系統。
與東風波相關的一道廣闊的表面低壓槽在當天形成，以缺乏組織的對流為特徵，但預計環境條件有利於其逐漸發展。起初，高層風切變僅略為有利於發展，儘管雷暴活動仍然混亂，但國家颶風中心估計，到10月12日早上，系統發展的可能性為50%。翌日，系統結構有所改善，而國家颶風中心指出系統接近成為一熱帶氣旋。儘管在操作上直到10月13日晚上9時才被歸類，但對該系統進行的季後分析顯示，它在中午12時的組織程度已經足以被視為熱帶低氣壓，當時它位於卡波圣卢卡斯西南偏南約1,040公里處。
系統沿着副熱帶高壓脊的南緣向西移動並逐漸增強，並在六小時後增強成熱帶風暴保羅。10月14日，位於下加利福尼亞半島西部的高層低氣壓導致高壓脊斷裂，隨後導致熱帶氣旋減慢並轉向北移。在轉向期間，大氣條件有利於其迅速增強。與保羅相關的對流帶的曲率有所上升，衛星影像上出現中心密集雲團區特徵。此外，一系列微波衛星於深夜越過系統，顯示出幾乎閉合的眼壁。10月15日上午6時，保羅在卡波聖盧卡斯西南約960公里處獲升級為薩菲爾-辛普森颶風風力等級中的一級颶風。中心南部和東部的帶狀特徵繼續變得更加清晰，同時眼壁的對流冷卻至攝氏-85度。其雲系變得越來越對稱，當天早上較後時間，風眼在卫星影像上間歇性地可見。隨着衛星影像的強度估計突然增加，10月15日晚上6時，保羅獲升級為薩菲爾-辛普森颶風風力等級中的三級颶風，這是本颶風季的第五場大型颶風。同時，颶風也達到風力時速195公里的最高強度。
在達到最高強度後，颶風開始逐漸減弱。圍繞風眼四周雷暴活動的冷環明顯變暖，而風眼則被雲層填塞和轉冷。可能是受西南偏南向風切變影響，環流隨着高度向東北偏北傾斜，系統於10月16日中午12時降級為二級颶風。系統在西南深層氣流帶動下加速向西北移動，持續不利的高空風切變導致低層中心迅速與對流團分離。晚上6時，保羅被降級為一級颶風；此時，中心附近幾乎沒有深層雷暴活動。六小時後，系統在南下加利福尼亞州以西約80公里處掠過時降級為熱帶風暴。剩餘的陣雨和雷暴活動於10月17日早上消散，保羅於上午6時被歸類為後熱帶氣旋。之後，系統從巴伊亞亞松森附近的南下加利福尼亞州上岸，同時維持烈風風力。翌日上午6時，其殘餘低層環流在墨西哥蓬塔尤金尼亞西北約110公里處消散。

## 防災措施

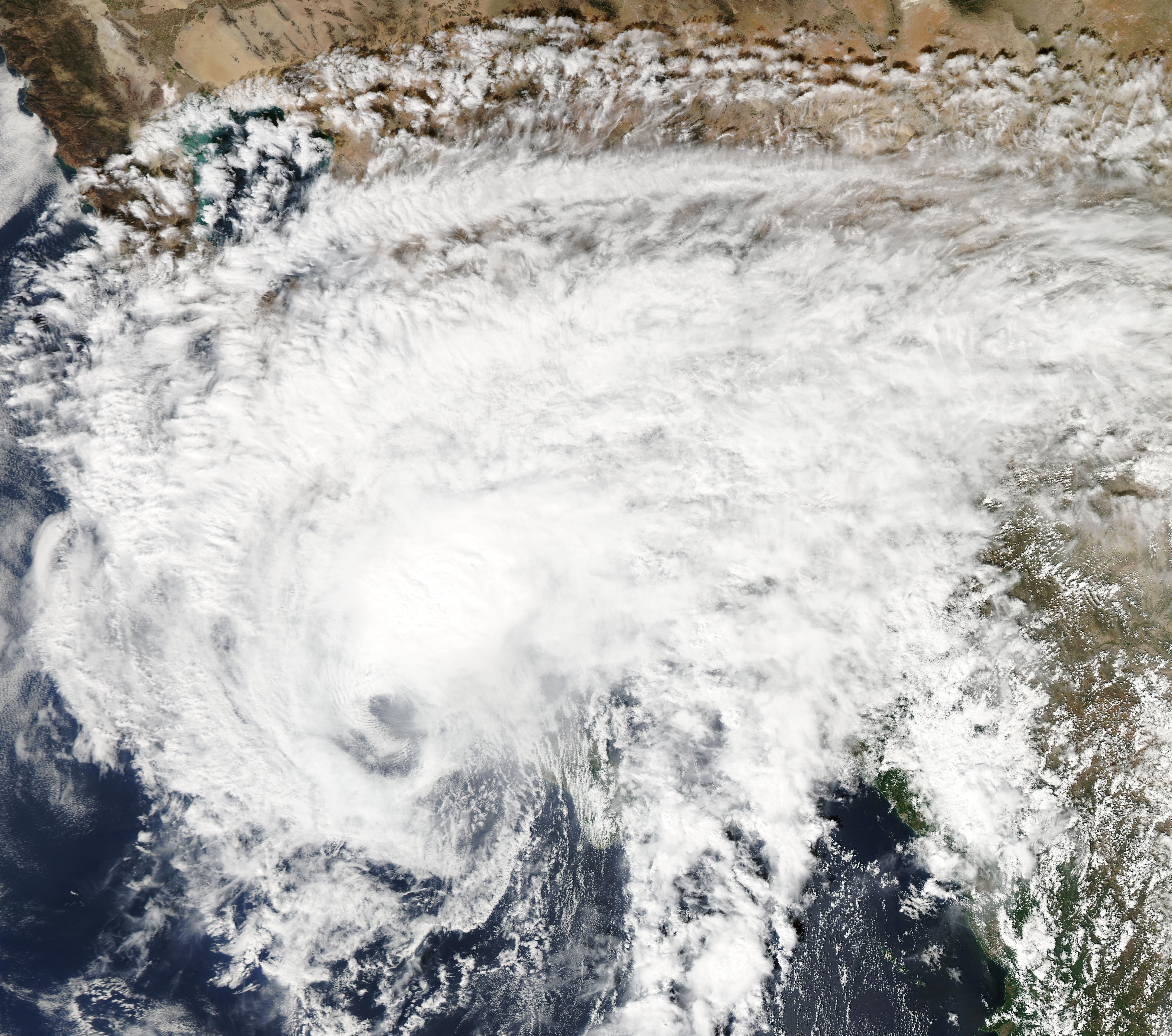
保羅於10月16日影響下加利福尼亞半島。

當系統於10月15日上午9時首次對墨西哥構成威脅時，下加利福尼亞半島中部部分地區接獲熱帶風暴觀察預警。六小時後，該預警升級為熱帶風暴警告，同時該警告的北側和南側地區分別接獲熱帶風暴觀察預警。10月15日晚上9時，熱帶風暴警告升級為颶風警告，同時半島的東側亦接獲熱帶風暴警告。翌日早上，熱帶風暴警告向南延伸，包括南下加利福尼亞州首府拉巴斯。10月16日下午，當該區的威脅加劇時，該州東部亦接獲颶風警告。翌日早上，因應保羅已減弱為熱帶風暴，所有颶風警告都被取消。到下午3時，所有觀察預警和警告均已取消。
保羅來臨前，卡波圣卢卡斯、拉巴斯、聖卡洛斯、瑪麗亞馬格達萊納（Maria Magdalena）和洛佩斯馬特奧斯港（Puerto Lopez Mateos）暫停小型船隻活動。此外，馬薩特蘭港取消所有活動。索諾拉州共12個市鎮收到綠色警報，不過警報很快就升級為黃色，隨後又升級為橙色警報。科利馬州、哈利斯科州和納亞里特州也收到藍色警報。
10月16日，南下加利福尼亞州收到黃色警報（中等風險）。州民防部門派出聯邦電力和水務委員會的團隊來協助維持風暴期間的服務。此外，州政府還開放143個避難所，其中11個位於卡波聖盧卡斯、拉巴斯、孔斯蒂圖西翁和洛雷托等城鎮，可容納30,617人。此外，州政府還動用125台起重機和75輛汽車。全州共部署400名士兵。在科蒙都，大約500名居民疏散到避難所。

## 影響及善後
在其形成初期，保羅在克拉里翁岛附近掠過，當地觀測到時速93公里的風速，陣風則為時速124公里。附近的索科羅島在風暴掠過期間錄得的降雨量為50毫米。
儘管並無在下加利福尼亞半島陸地上錄得颶風風速，因為風暴最接近該區時減弱為熱帶風暴，但颶風圈確實曾經靠近該半島，且有報導稱當地廣泛地區均錄得烈風。在科爾特斯港觀測到的最高風速為每小時82公里，陣風達每小時116公里，最高總降雨量超過153毫米。此外，在卡波聖盧卡斯觀測到的最低气压為973.4毫巴（28.74英寸汞柱）。
系統的外圍雨帶於10月15日首先為南下加利福尼亞州帶來降雨並引發水災。在保羅吹襲的最嚴峻時期，大約30%的南下加利福尼亞州居民失去電力。該州北部地區的多條道路被毀，特別是在洛雷托附近，水災形成一個14米深的沉洞。此外，墨西哥聯邦11號公路從拉巴斯到孔斯蒂圖西翁的五個地點遭到破壞。洛雷托出現嚴重破壞，導致許多居民無家可歸。在穆萊赫，300所房屋被淹沒，60人流離失所。30支街燈被吹倒。由於風暴帶來近一年的降雨量，加上風暴潮的共同影響，聖卡洛斯港地區受其引發的水災最為嚴重，導致堤壩倒塌。當地約有400所房屋倒塌，該鎮約40%的房屋遭到損壞，迫使300人尋求避難。在聖伊格納西奧，共30輛汽車被沖走，該市亦停電。
拉巴斯市的道路損失估計達2億墨西哥比索（1,560萬美元）。總共約有1,000所房屋因颶風保羅而受損，該區許多房屋停電和停水。共有495人被送往避難所，其中茵蘇爾根特斯有93人，聖卡洛斯則有300人。總共有5,000個家庭或16,000人直接受到颶風的影響。
其他地方，例如索諾拉州亦錄得微雨。風暴過後，墨西哥海軍決定提供援助。共130名士兵乘坐六輛車輛巡視受影響地區。南下加利福尼亞州共四個市鎮宣布進入紧急状态。截至10月18日，水、電和道路服務已恢復95%。

## 外部連結
- 美國國家颶風中心有關颶風保羅的公告存檔（页面存档备份，存于）

| A | B | C | D | E | F | G | H | I |
|   |   |   |   |   |   |   |   |   |
| J | K | L | M | N | O | P | R |   |

| 萨菲尔-辛普森飓风风力等级 |    |    |    |    |    |    |
| TD                        | TS | C1 | C2 | C3 | C4 | C5 |